# Stanley Milgram
Stanley Milgram, ameriški socialni psiholog, * 15. avgust 1933, New York, ZDA, † 20. december 1984, New York, ZDA.
Milgram je izvedel vrsto pomembnih eksperimentov, najbolj prepoznaven med njimi je Milgramov eksperiment.

## Dela
- Television and Anti-social Behaviour: Field Experiments (soavtor R Lance Shotland), 1973
- Poslušnost avtoriteti (Obedience to Authority; An Experimental View), 1974
- Psychology in Today’s World, 1974
- The individual in a social world: essays and experiments, 1992